# Irving Langmuir
Irving Langmuir (Brooklyn, 31 gennaio 1881 – Woods Hole, 16 agosto 1957) è stato un fisico e chimico statunitense che, in oltre quarant'anni di intensa attività, acquistò fama internazionale come uno dei più esperti e fecondi ricercatori del XX secolo.
Nel 1903 si era laureato in ingegneria metallurgica alla Columbia University e aveva continuato gli studi in quella di Gottinga, in Germania. 
Tornato negli Stati Uniti, nel 1906 era diventato professore all'istituto di tecnologia Stevens di Hoboken.
Nel 1909 venne assunto nei laboratori di ricerca della General Electric Company, a Schenectady, dove restò fino al 1950 e di cui, dal 1932, fu co-direttore.
In questo lungo periodo, Langmuir diede molti, vari e importanti contributi: aumentò la durata e l'efficienza della lampadina e delle prime valvole termoioniche; elaborò una teoria della valenza atomica; coniò i termini di elettrovalenza e covalenza; determinò i tempi di fusione di solidi refrattari; costruì una pompa ad alto vuoto basata sulla diffusione del gas nel vapore del mercurio; studiò il comportamento dell'idrogeno atomico ad alte temperature.
Diede il suo nome a una legge riguardante il passaggio di elettroni in tubi elettronici: tale legge fissa la dipendenza della corrente dalle caratteristiche geometriche del tubo e dal potenziale di accelerazione degli elettroni.
A Langmuir fu conferito il premio Nobel per la chimica nel 1932 per le sue scoperte e indagini nell'ambito della chimica delle superfici.
La rivista scientifica Langmuir, sulla scienza delle superfici, porta il suo nome.